# Witness (1985)
Witness is een Amerikaanse speelfilm uit 1985, geregisseerd door de Australische filmregisseur Peter Weir. De hoofdrollen worden gespeeld door Harrison Ford, Lukas Haas, Kelly McGillis en Jan Rubes.
Dit was de eerste Amerikaanse film van Weir, die daarvoor al twee Australische successen had behaald. De film, die zich hoofdzakelijk afspeelt in een amish-gemeenschap, werd grotendeels op locatie opgenomen in Lancaster County. Hij werd acht keer voor een Oscar genomineerd. Twee werden toegekend: een voor het beste originele scenario en een voor beste montage. De overige zes nominaties waren voor: beste mannelijke hoofdrol, beste regie, beste film (Edward S. Feldman), beste art direction (Stan Jolley en John H. Anderson), beste cinematografie (John Seale) en beste originele muziek (Maurice Jarre).

## Inhoud
Na de dood van haar man wil amish-vrouw Rachel Lapp met haar zoontje Samuel een bezoek brengen aan haar zwangere zuster in Baltimore. In een toilet op het station van Philadelphia is Samuel getuige van een moord op een politieman door twee mannen. Inspecteur John Book, een vrijgezel, probeert te achterhalen wie de daders zijn; Samuel is zijn enige getuige. Hij brengt Rachel en Samuel onder bij zijn zuster.
Op het politiebureau ziet Samuel een krantenfoto waarop hij een dader herkent. Dit blijkt McFee, een politie-inspecteur, te zijn. Book vermoedt dat deze is betrokken bij drugshandel en meldt zijn bevindingen aan zijn chef, zonder te weten dat deze eveneens corrupt is. Vervolgens wordt hij in een parkeergarage door McFee beschoten waarbij hij gewond raakt.
Book brengt Rachel en Samuel terug naar hun amish-gemeenschap omdat ze in Philadelphia te veel gevaar lopen. Als hij wegrijdt, raakt hij onwel door zijn verwonding. De amish besluiten hem te verzorgen. Op zijn verzoek halen ze er geen dokter bij; Book is bang dat die aan de politie zal doorgeven waar hij is ondergedoken. Als Book weer wat is opgeknapt, helpt hij mee in de gemeenschap. Hij raakt verliefd op Rachel, die echter ook het hof wordt gemaakt door amish-man Daniel Hochleitner.
Wanneer een groepje Amerikaanse tieners de amish lastigvallen, verliest Book zijn zelfbeheersing en breekt hij de neus van een van de tieners. Hierdoor komen zijn corrupte chef en McFee hem op het spoor. Book, die ongewapend is, moet het tegen de twee en hun hulpje Fergie opnemen. Hij weet Fergie in een graansilo te lokken en bedelft hem onder het graan. Vervolgens schiet hij McFee dood met het geweer van Fergie, en ten slotte weet hij zijn chef over te halen zich over te geven.
De volgende dag vertrekt hij uit de gemeenschap. Onderweg passeert hij Hochleitner die kennelijk op weg is naar Rachel.

## Rolverdeling
| Acteur            | Personage                       |
| ----------------- | ------------------------------- |
| Harrison Ford     | politie-inspecteur John Book    |
| Kelly McGillis    | Rachel Lapp                     |
| Lukas Haas        | Samuel Lapp                     |
| Jan Rubeš         | Eli Lapp                        |
| Alexander Godunov | Daniel Hochleitner              |
| Danny Glover      | James McFee                     |
| Josef Sommer      | politiechef Paul Schaeffer      |
| Brent Jennings    | politie-inspecteur Elton carter |

## Muziek
De filmmuziek werd gecomponeerd door Maurice Jarre.